# Görtschitz
Die Görtschitz, im Oberlauf Steirerbach bzw. Steyrerbach, ist ein linker Nebenfluss der Gurk in der Steiermark und Kärnten. Der Name leitet sich vom slowenischen Krčica ab und bedeutet kleine Gurk.

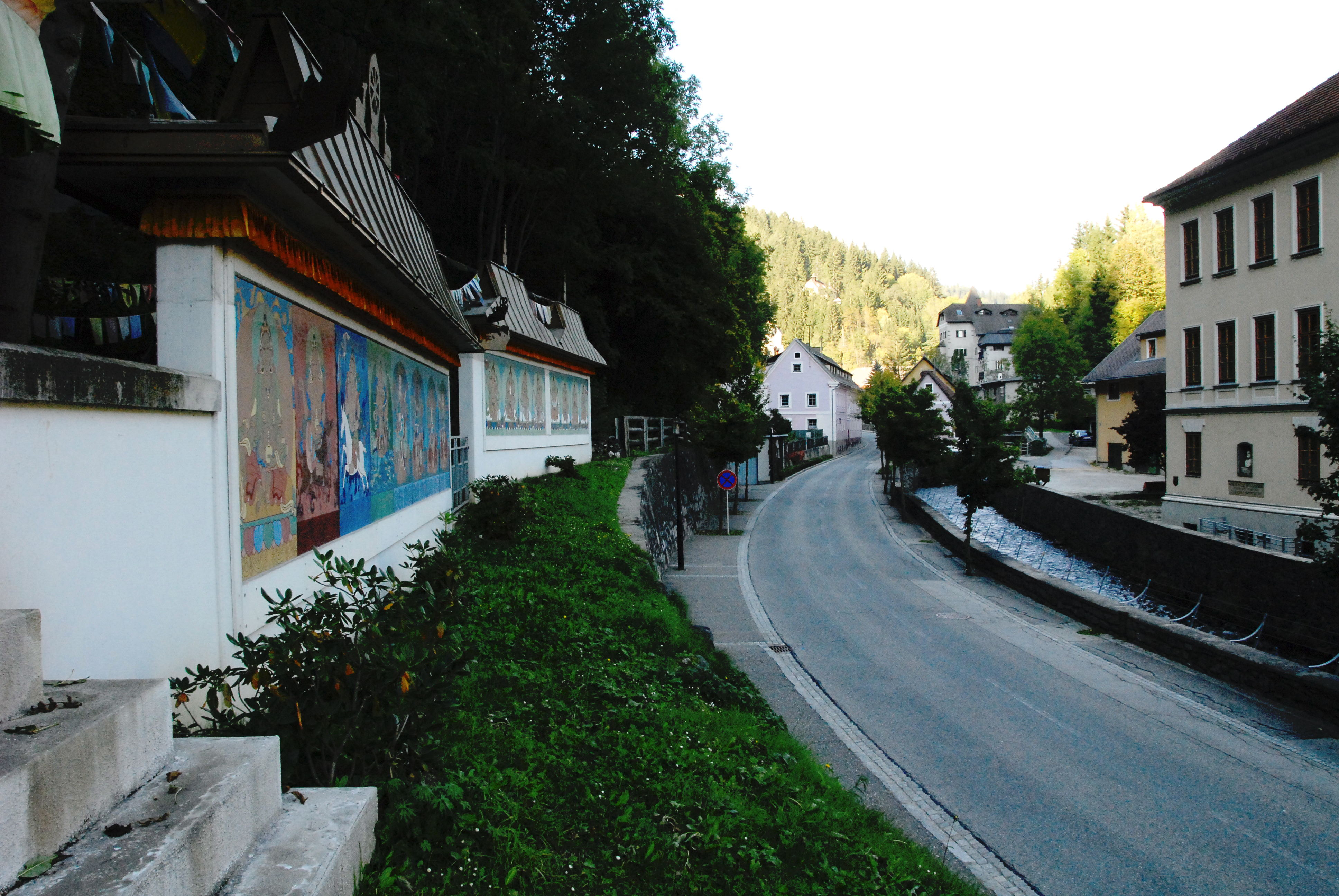
Zwischen Lingkor, Görtschitztal Straße und Heinrich-Harrer-Museum

Die Görtschitz entspringt in der südlichen Obersteiermark auf einer Höhe von 1912 m ü. A. als Waldbach. Unterhalb von Hüttenberg fließt die Görtschitz durch ein enges Tal, das sich erst bei Mösel aufweitet. Bei Brückl mündet sie in 498 m Seehöhe in die Gurk. Sie bildet auf der gesamten Länge das Görtschitztal und nimmt von links die von der Saualpe kommenden Bäche (z. B. Löllinger Bach) auf, rechts die Bäche vom wesentlich niedrigeren Brückler und Guttaringer Bergland.
Das Abflussregime der Görtschitz ist herbst-nival, sie besitzt zwei Maxima im späten Frühling und im Herbst. Das Einzugsgebiet umfasst rund 315 km². An der Mündung beträgt die mittlere Wasserführung 3,8 m³/s. Die Görtschitz ist nur mäßig verunreinigt und besitzt die Güteklasse I-II. Der ökomorphologische Zustand kann mit Ausnahme der Ortsbereiche von Hüttenberg, Klein St. Paul und Brückl als wenig beeinträchtigt bezeichnet werden.
In der Görtschitz kommen hauptsächlich Bachforellen vor.

## Auftreten von Hexachlorbenzol
Medial bekannt wurde das Görtschitztal November 2014, als in Lebensmitteln und Böden der Schadstoff Hexachlorbenzol (HCB) in so relevanten Mengen gefunden wurden, dass Milch, Fleisch, Gemüse, Wild zurückgerufen und Heu entsorgt wurde. Als vermutete Ursache wird ein Zementwerk genannt, das bewilligt Blaukalk brannte, der auf einer Deponie mit HCB verunreinigt worden war, um ihn zu entsorgen und zu verwerten.